# Distretto di Karapürçek
Il distretto di Karapürçek (in turco Karapürçek ilçesi) è uno dei distretti della provincia di Sakarya, in Turchia.